# Tomasz Lis (dyplomata)
Tomasz Władysław Lis (ur. 25 czerwca 1959 w Radzyniu Podlaskim, zm. 17 marca 2011 w Warszawie) – polski historyk i dyplomata, ambasador na Cyprze (2000–2003), konsul generalny w Vancouver (2008).

## Życiorys
Syn Aliny i Henryka. Absolwent Wydziału Historycznego Uniwersytetu Warszawskiego. Specjalizował się w badaniu historii polskiej myśli politycznej w dwudziestoleciu międzywojennym. Wykładał najnowszą historię Polski w Zakładzie Nauk Historyczno-Społecznych Szkoły Głównej Gospodarstwa Wiejskiego w Warszawie. Stypendysta Fundacji Lanckorońskich. Od 1989 współzałożyciel Tygodnika Rolników „Solidarność”. W 1990 został pracownikiem Urzędu Rady Ministrów. W gabinecie ministra Aleksandra Halla zajmował się współtworzeniem nowej polityki dotyczącej Polonii. W następnym roku został pracownikiem Ministerstwa Spraw Zagranicznych. Wieloletni dyrektor Departamentu Konsularnego i Wychodźstwa Ministerstwa Spraw Zagranicznych, kierownik wydziału konsularnego Rzeczypospolitej Polskiej w Atenach w Grecji (od stycznia 1998 do 2000), ambasador RP na Cyprze (2000–2003), konsul generalny RP w Vancouver (2008), wykładowca w Collegium Civitas. Był dyrektorem Gabinetu Ministra Władysława Bartoszewskiego.
W grudniu 2008 został odsunięty od kierowania konsulatem w Vancouver w związku z oskarżeniem przez kanadyjską policję o prowadzenie samochodu pod wpływem alkoholu. Lis miał zderzyć się z wracającym do remizy samochodem strażackim i uciec z miejsca wypadku. Jego samochód dogoniła na światłach policja. W wydychanym powietrzu miał 2,6 promila. Polski minister spraw zagranicznych Radosław Sikorski skomentował ten skandal słowami: jeśli ktoś nie potrafi godnie reprezentować naszego kraju, to nie jest godny sprawowania funkcji publicznych. Takie osoby będziemy eliminować ze służby publicznej.
Zmarł nagle 17 marca 2011 w Warszawie, pochowany na cmentarzu w Ciechanowcu.